# Šentjakob, Šentjernej
Šentjakob je naselje v Občini Šentjernej.